# Emanuel Pogatetz

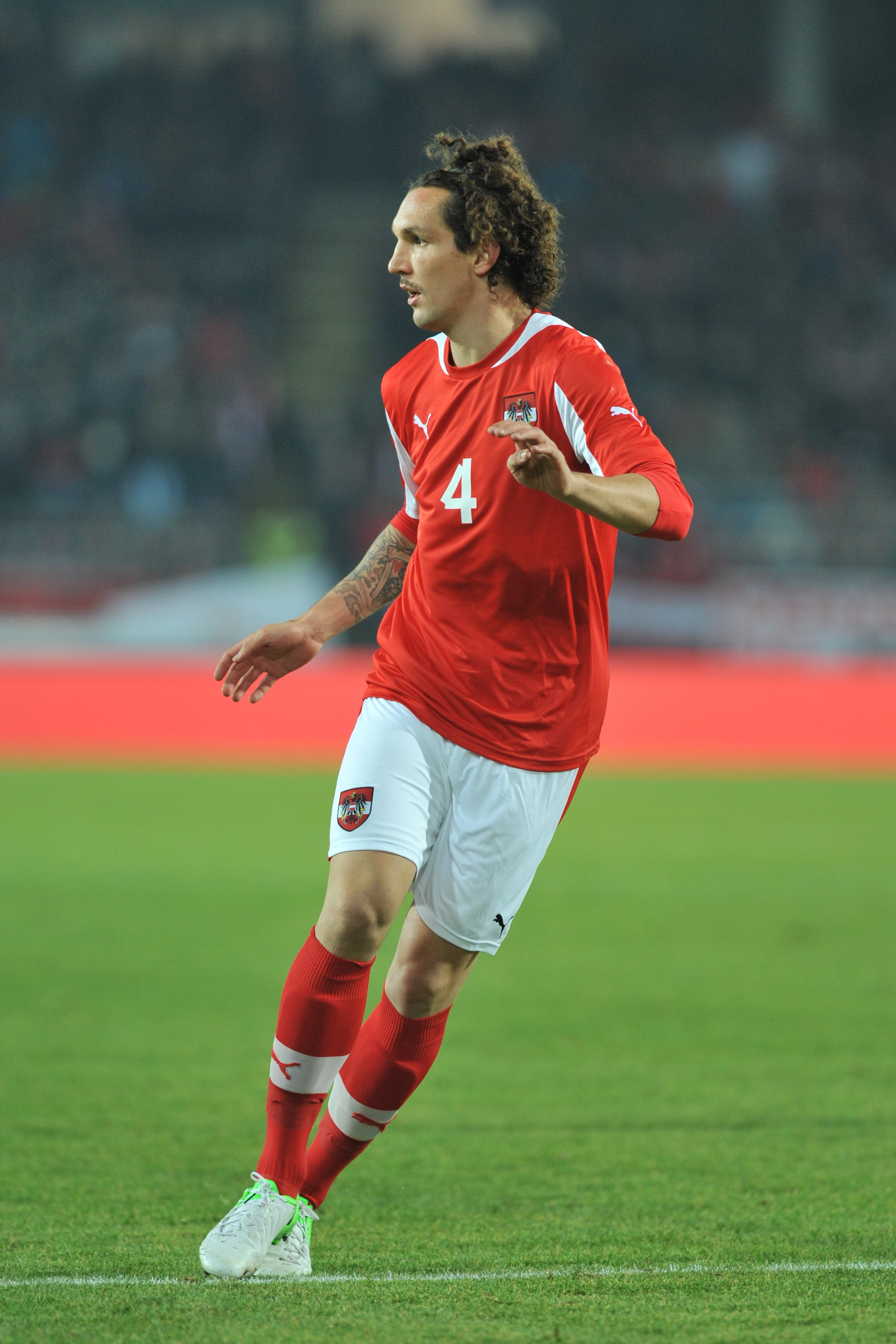
Emanuel Pogatetz in der Nationalmannschaft (2012)

Emanuel Pogatetz (* 16. Jänner 1983 in Graz) ist ein ehemaliger österreichischer Fußballspieler auf der Position des Innenverteidigers und nunmehriger -trainer. Er spielte für die österreichische Nationalmannschaft.

## Sportliche Laufbahn

### Vereinskarriere
Pogatetz begann seine Laufbahn im Nachwuchs des SK Sturm Graz, bei dem er im Mai 2000 auch seinen ersten Profivertrag unterzeichnete. Er wechselte noch im Sommer in die Erste Division zum FC Kärnten, mit dem er in seiner ersten Saison in die höchste Liga aufstieg und den ÖFB-Cup gewann. 2001 wurde der Linksfüßer von Bayer 04 Leverkusen verpflichtet und von dort zuerst an den FC Aarau und im Frühjahr 2003 an den Grazer AK verliehen. Mit dem GAK wurde er unter Trainer Walter Schachner österreichischer Meister und Cupsieger; zudem fand er dort seine angestammte Position links in der Viererkette. Im Frühjahr 2005 wurde er für einige Spiele an Spartak Moskau ausgeliehen.
In der Sommerpause 2005 unterschrieb Pogatetz beim englischen UEFA-Pokal-Starter FC Middlesbrough einen bis Juni 2010 laufenden Vertrag. Er fügte im Juni 2005 mit einem Foul dem russischen Spieler Jaroslaw Charitonski einen doppelten Beinbruch zu und wurde für zunächst 24 Spiele gesperrt. Bei einer weiteren Verhandlung wurde das Strafmaß auf acht Pflichtspiele gekürzt und Pogatetz wurde ein fixer Bestandteil des FC Middlesbrough, bei dem er trotz großer Konkurrenz zunehmend als linker Innenverteidiger eingesetzt wurde. Seit Saisonbeginn 2006 spielte er auf dieser Position. Am 31. Jänner 2006 traf er beim 3:0-Sieg gegen den FC Sunderland in der 19. Spielminute zum 1:0. Damit war er der erste Österreicher, der ein Tor in der englischen Premier League erzielte. Ab der Saison 2007/08 war er Mannschaftskapitän.
Zur Saison 2010/11 verpflichtete Hannover 96 Pogatetz. Er unterschrieb einen bis 2013 laufenden Vertrag. Sein Bundesligadebüt gab er am ersten Spieltag der Saison beim 2:1-Sieg über Eintracht Frankfurt. Er war von Beginn an Stammspieler mit Karim Haggui in der Innenverteidigung der Hannoveraner. Sein erstes Bundesligator erzielte er am 29. Oktober 2011 im Spiel gegen Borussia Mönchengladbach. Im Februar 2012 wurde seine Vertragslaufzeit bis zum 30. Juni 2015 verlängert.
Zur Saison 2012/13 wechselte Pogatetz zum VfL Wolfsburg, nachdem er in der nach der Winterpause der Saison 2011/12 seinen Stammplatz an Mario Eggimann verloren und mit Felipe einen zusätzlichen Konkurrenten bekommen hatte. Er unterschrieb einen bis 2015 laufenden Vertrag. In Wolfsburg konnte er sich nicht durchsetzen und kam nach dem 8. Spieltag nicht mehr zum Einsatz. Um wieder mehr Spielpraxis zu erhalten, ging er am 28. Jänner 2013 bis Saisonende auf Leihbasis in die Premier League zum Londoner Verein West Ham United; der Verein erhielt zudem eine Kaufoption.
Zur Saison 2013/14 wechselte er zum 1. FC Nürnberg. In der Hinrunde spielte Pogatetz mit Ausnahme einer Partie, die er wegen Gelbsperre aussetzen musste, alle Spiele von Beginn an und über 90 Minuten. Nachdem er zu Beginn der Frühjahrssaison wegen einer Außenbandverletzung ausgefallen war, verlor er seinen Stammplatz und kam nur noch selten über die volle Spielzeit zum Einsatz. Am Ende der Saison stieg der 1. FC Nürnberg aus der Bundesliga ab; Pogatetz' Vertrag lief aus. Im September 2014 ging er in die Vereinigten Staaten zur Columbus Crew. Im Jänner 2016 kehrte er nach Deutschland zum Zweitligisten 1. FC Union Berlin zurück. Er unterschrieb einen bis Saisonenende laufenden Vertrag.
Zur Saison 2017/18 kehrte er zurück nach Österreich und schloss sich dem Bundesligisten LASK an. Sein Vertrag war gültig bis Juni 2020. Bis zu seinem Ausscheiden aus dem LASK-Kader zum Jahreswechsel 2019/2020 absolvierte Pogatetz 47 Ligapartien für das Team.

### Auswahleinsätze
Von 2001 bis 2002 spielte er in elf Partien für die U-21 Österreichs. In der Qualifikation für die U-21-EM 2002 scheiterte das ÖFB-Team als Vierter in einer Fünfergruppe. Er startete im Spätsommer 2002 mit der österreichischen Nachwuchsauswahl auch noch in den Folgewettbewerb, aber war zur Hochphase der Qualifikation bereits sehr regelmäßig im Kader der A-Auswahl.
Bereits am 18. Mai 2002 hatte Pogatetz unter Teamchef Hans Krankl in der österreichischen Nationalmannschaft im Spiel gegen Deutschland debütiert. Bis zu seinem 23. Geburtstag Anfang 2006 hatte er schon 20 Einsätze in der A-Elf zu verzeichnen gehabt.
Am 9. September 2006 wurde er vom ÖFB nach öffentlicher Kritik an Trainer Josef Hickersberger nach einer Niederlage gegen Venezuela vorübergehend aus der Nationalmannschaft ausgeschlossen. Er wurde von Hickersberger in den Kader für die Europameisterschaft 2008 einberufen. Durch eine FIFA-Reglementänderung konnte Pogatetz eine Sperre von zwei Spielen auch in freundschaftlichen Länderspielen absitzen. Dadurch war er für die EURO 2008 spielberechtigt. Am 26. März 2009 wurde Pogatetz von Teamchef Dietmar Constantini zum neuen Mannschaftskapitän der österreichischen Nationalmannschaft ernannt. Im März 2010 wurde er in dieser Funktion durch Marc Janko ersetzt.
Unter Teamchef Marcel Koller kam Pogatetz in der am Ende knapp verpassten WM-Qualifikation 2014 noch regelmäßig zum Einsatz, verlor daraufhin aber seinen Stammplatz an Martin Hinteregger. Auch wegen seines Wechsels in die USA wurde er von Koller in der EM-Qualifikation 2016 nicht mehr in den Kader einberufen. Sein 61. und letztes Länderspiel bestritt Pogatetz in einem Freundschaftsspiel gegen Tschechien am 3. Juni 2014.

## Trainerlaufbahn
Im Jänner 2020 wechselte er zum zweitklassigen Farmteam des LASK, FC Juniors OÖ, bei dem er als Individualtrainer fungieren sollte. Zudem wäre er auch als Spieler spielberechtigt gewesen. Im Juli 2020 wurde er bei der ersten Mannschaft unter Neo-Chefcoach Dominik Thalhammer zum Defensivtrainer befördert. Er war bis 2021 Defensivtrainer. Anschließend wurde war er bis Oktober 2023 Co-Trainer von Stephan Helm beim SKN St. Pölten. Im Jänner 2024 war er Cheftrainer der Young Violets Austria Wien. Seit Februar 2024 ist er Co-Trainer von Oliver Glasner bei Crystal Palace.

## Erfolge

### Verein
- 1 × Österreichischer Meister: 2004
- 2 × Österreichischer Cupsieger: 2001, 2004
- 1 × UEFA-Pokal-Finale: 2006 (kein Einsatz)

### Nationalmannschaft
- 1 × Teilnahme an der Europameisterschaft: 2008 (Gruppenphase)